# Анджело Парона
Анджело Парона (італ. Angelo Parona, 23 квітня 1889, Новара — 14 травня 1977, Рим) — італійський адмірал.

## Біографія
Анджело Парона народився 29 квітня 1889 року в Новарі. У 1906 році вс тупив до Військово-морської академії в Ліворно, яку закінчив у 1910 році у званні гардемарина та був призначений на броненосець «Реджина Маргерита». Брав участь у італійсько-турецькій війні на борту крейсера «Варезе». З початком Першої світової війни отримав звання лейтенанта та був призначений на броненосець «Сарденья».

### Перша світова війна
Брав участь у бойових діях на суші у складі бригади морської піхоти, де за бої поблизу Монфальконе у 1916 році був нагороджений Срібною медаллю «За військову доблесть». Пізніше був призначений капітаном підводного човна «F 17». За дії проти ворожих конвоїв в Адріатиці був нагороджений Бронзовою медаллю «За військову доблесть».

### Міжвоєнний період
Після закінчення війни продовжував службу на підводних човнах. У 1922 році отримав звання капітана III рангу, а у 1927 — капітана II рангу. Після закінчення Військово-морського інституту ніс службу у штабі військово-морських сил Італії.
Протягом 1931—1932 років командував 4 ескадрою підводних човнів («Тіто Спері», «Джованні да Прочіда», «Гоффредо Мамелі», «П'єр Каппоні») у Неаполі. З 1932 року командував 2 флотилією підводних човнів, у яку входити 4 та 5 ескадри.
У 1932 році разом з Владіміро Піні переклав італійською книгу німецького адмірала Германа Бауера «Das Unterseeboot: Seine and Bedeutg als Teil. fleets; Seine Stellg im Völkerrecht; Seine Kriegsverwendg; Seine Zukunft», в якій той виклав тактику застосування U-Boot. У 1933 році отримав звання капітана I рангу та був призначений військово-морським аташе в посольстві Італії в Парижі.
Протягом 1936—1937 років командував важким крейсером «Трієсте», після чого був призначений командувачем 3 дивізії. У 1938 році отримав звання контрадмірала.

### Друга світова війна
Зі вступом Італії у Другу світову війну був призначений заступником командувача італійського підводного флоту.
Під час військової конференції у Фрідріхсгафені 20 червня 1939 року командувачі Крігсмаріне Еріх Редер та ВМС Італії Доменіко Каваньярі домовились про участь італійського підводного флоту у бойових діях в Атлантиці і про надання Італії для цього військово-морської бази. Після падіння Франції у травні 1940 року Анджело Парона та німецький адмірал Ебергард Вайхольд відвідали низку портів на атлантичному узбережжі, і зрештою вибрали Бордо як базу для італійських підводних човнів, де було утворене «Верховне командування італійських підводних сил в Атлантиці» (італ. Comando Superiore delle Forze subacquee italiane in Atlantico) (BETASOM). Анджело Парона був призначений командувачем цього з'єднання.
У квітні 1941 року Анджело Парона отримав звання віцеадмірала, передав командування BETASOM капітану I рангу Ромоло Полаккіні та повернувся в Італію, де очолив 3 дивізію важких крейсерів, замінивши на цій посаді адмірала Бруно Брівонезі. Його флагманським кораблем став крейсер «Горіція».
На чолі дивізії Анджело Парона брав участь у першій та другій битвах у затоці Сидра, операція «Гарпун» та «П'єдестал».
Після того, як 10 квітня 1943 року крейсер «Горіція» зазнав серйозних пошкоджень внаслідок нальоту авіації союзників на італійську військову базу Ла-Маддалена, Анджело Парона був переведений в Рим у міністерство Військово-морських сил, де прослужив до капітуляції Італії 8 вересня 1943 року. Після звільнення Риму у червні 1944 року повернувся на службу і був призначений Комендантом військово-морського департаменту в Таранто, де прослужив до 1946 року. У 1945 року отримав звання адмірала.

### Післявоєнна служба
Згідно з деякими джерелами, після війни Верховний комісар з очищення державного управління від фашизму звинуватив Анджело Парона в тому, що він не протистояв німцям, перебуваючи в Римі в дні перемир'я; про те, що він залишив всю документацію свого офісу капітану Карміне Д'Аріенцо, про якого було відомо, що він був прихильником Італійської Соціальної Республіки; і про написання списку всіх офіцерів італійського флоту, які перебували в Римі 8 вересня, що потім опинився в руках німців. Проте, згідно з офіційною історією ВМС Італії, опублікованою в 1971 році, Парона натомість знищив список і під час німецької окупації Риму співпрацював з Таємним військовим фронтом, організацією Опору, до якої входило кілька високопоставлених офіцерів збройних сил Італії.
Протягом 1948—1951 років ніс службу у департаменті берегового освітлення та маяків. У 1951 році вийшов у відставку.
Помер у Римі 14 травня 1977 року.

## Нагороди

### Італійські
- Кавалер Савойського військового ордена
- Офіцер Військового ордена Італії
- Срібна медаль «За військову доблесть»
- Бронзова медаль «За військову доблесть»
- Хрест «За військову доблесть»
- Хрест «За військові заслуги» (тричі)
- Кавалер Ордена Корони Італії
- Офіцер Ордена Корони Італії
- Командор Ордена Корони Італії
- Великий офіцер Ордена Корони Італії
- Кавалер Ордена Святих Маврикія та Лазаря
- Офіцер Ордена Святих Маврикія та Лазаря
- Командор Ордена Святих Маврикія та Лазаря
- Командор Колоніального ордена Зірки Італії
- Великий офіцер Ордена «За заслуги перед Італійською Республікою»
- Пам'ятна медаль італійсько-турецької війни 1911—1912
- Пам'ятна медаль Італо-австрійської війни 1915—1918 з чотирма зірками
- Медаль Перемоги

### Іноземні
- Залізний хрест 1 класу (Третій Рейх)
- Залізний хрест 2 класу (Третій Рейх)